# Нурія Мера-Беніда
Нурія Мера-Беніда (араб. نورية مراح بنيدة‎; нар. 19 жовтня 1970, Алжир) — алжирська легкоатлетка, що спеціалізується на бігу на середні дистанції, олімпійська чемпіонка 2000 року.

## Кар'єра
| Рік               | Змагання                     | Місто             | Місце             | Дисципліна        | Примітки          |
| Представник Алжир | Представник Алжир            | Представник Алжир | Представник Алжир | Представник Алжир | Представник Алжир |
| ----------------- | ---------------------------- | ----------------- | ----------------- | ----------------- | ----------------- |
| 1996              | Олімпійські ігри             | Атланта, США      | 4 (забіги)        | 1500 метрів       | 2:02.44           |
| 1997              | Чемпіонат світу              | Афіни, Греція     | 6 (півфінал)      | 800 метрів        | 2:01.08           |
| 1997              | Чемпіонат світу              | Афіни, Греція     | 8 (забіги)        | 1500 метрів       | 4:12.21           |
| 1999              | Чемпіонат світу в приміщенні | Маебасі, Японія   | 4 (півфінал)      | 800 метрів        | 2:03.10           |
| 1999              | Чемпіонат світу              | Севілья, Іспанія  | 9 (забіги)        | 1500 метрів       | 4:08.90           |
| 2000              | Чемпіонат Африки             | Алжир, Алжир      | 2                 | 800 метрів        | 1:59.73           |
| 2000              | Чемпіонат Африки             | Алжир, Алжир      | 1                 | 1500 метрів       | 4:16.14           |
| 2000              | Олімпійські ігри             | Сідней, Австралія | 1                 | 1500 метрів       | 4:05.10           |
| 2001              | Чемпіонат світу              | Едмонтон, Канада  | —                 | 1500 метрів       | DNS               |
| 2004              | Олімпійські ігри             | Афіни, Греція     | —                 | 1500 метрів       | DNS               |
| 2006              | Чемпіонат Африки             | Бамбус, Маврикій  | 3                 | 800 метрів        | 2:02.18           |
| 2006              | Чемпіонат Африки             | Бамбус, Маврикій  | 1                 | 1500 метрів       | 4:23.26           |